# Стеблин-Каменський Павло Степанович
Павло Стеблин-Каменський (1782, Золотоніський повіт, Полтавська губернія — 1856) — український журналіст. Довірена особа поета Івана Котляревського.

## Життєпис
Народився 1782 в Золотоніському повіті Полтавської губернії Російської імперії, помер 1856.
З 1798 по 1837 служив у Полтаві в різних відомствах; був членом будівельної концесії та як такий брав участь у спостереженні за всіма спорудами нових казенних будівель; серед них виявився і «Пам'ятник Полтавської перемоги».
Стеблин-Каменський був найкращим другом українського поета Івана Котляревського, на могилі якого своїм коштом поставив пам'ятник. Свого часу користувався в Україні популярністю, як автор різноманітних за змістом та обсягом статей, що друкувалися у місцевих періодичних виданнях.

## Родина
Син Павла Стеблина-Каменського Степан став письменником та педагогом.